# Christoph Gottfried Bardili
Christoph Gottfried Bardili (Blaubeuren, Württemberg, 1761. május 28. – Stuttgart, Württembergi Királyság, 1808. június 5.) német filozófus, Friedrich Wilhelm Joseph Schelling unokatestvére.

## Élete és filozófiája
1795-től Stuttgart város gimnáziumán a bölcsészet tanára volt és első ízben Grundriss der ersten Logik, gereinigt von d. Irrthümern der bisherigen Logiken überhaupt, der Kant'schen insbesondere; keine Kritik, sondern eine medicina mentis, brauchbar hauptsächlich für Deutschlands kritische Philosophie című műve által (Stuttgart, 1800) vonta magára a közönség figyelmét. E művében Bardili, aki első műveiben egészben véve Kanthoz csatlakozott, ellentétes állást foglalt Kant rendszerével és bizonyos értelemben az ugyanazonossági elmélet előhírnöke volt.
Bardili az ún. racionális realizmus megalapítója, mely lényeges befolyással volt különösen Hegel logikájára, amely egyszersmind ontológia. Kifejti, hogy a Kant-féle kriticizmus főhibája volt a létet és gondolkodást külön választani. Csak a gondolkodás és képzelés (Vorstellen) közt kell különbséget tenni. A gondolkodás a szükségesség jellegével bír, azaz a léttel azonos. Amit szükségképpen gondolunk, az van; és csak ami van, azt gondoljuk szükségességgel. A gondolkodás tana a lété is, a logika azonos a metafizikával. Ebből természetesen az is következik, hogy minden lét – gondolkodás, mert a megismerés nem egyéb, mint a fogalomnak reprodukciója, amely a való tárgy lényege. A lét – reális eszme, ennek szubjektív ismétlése – a ma ismerés. A létezőnek különbözősége a gondolkozás különböző intenzitásában találja alapját. Itt érintkezik Bardili gondolkodása Leibniz monadológiájával, egyszersmind Schelling természetfilozófiájával. Gondolatainak hatását homályos, zavaros előadásuk nagyon csökkentette.
Bardili fontosabb művei még: Sophylus oder Sittilchkeit und Natur als Fundament der Weltweisheit (Stuttgart, 1794); Allgemeine praktische Philosophie (uo. 1795), Ueber die Gesetze der Ideenassociation (Tübingen, 1796), Philos. Elementarlehre (Landshut, 1802-1806) és Beiträge zur Beurtheilung des gegenwärtigen Zustandes der Vernuftslehre (Landshut, 1803), Bardili és Reinhold: Briefwechsel über das Wesen der Philosophie und das Unwesen der Speculation (München, 1804).